# IFAF Europe
IFAF Europe è l'organo amministrativo del football americano in Europa.
È membro della Federazione internazionale di football americano ed ha sostituito la Federazione europea di football americano (EFAF) nel 2014.
L'IFAF Europe organizza due competizioni: il campionato europeo per squadre nazionali maschili ed il campionato europeo junior per ragazzi di età compreso tra i 16 ed i 19 anni.